# Maitan
Maitan is een bestuurslaag in het regentschap Pati van de provincie Midden-Java, Indonesië. Maitan telt 4454 inwoners (volkstelling 2010).